# Koolhoven F.K.58
Le Koolhoven F.K.58 est un avion de chasse néerlandais monoplan monomoteur, à train rentrant et habitacle fermé. Il est fabriqué en 1940 à la demande de l'armée de l'air française, pour répondre à la saturation des capacités des industries aéronautiques françaises et équiper les unités coloniales.

## Conception et développement

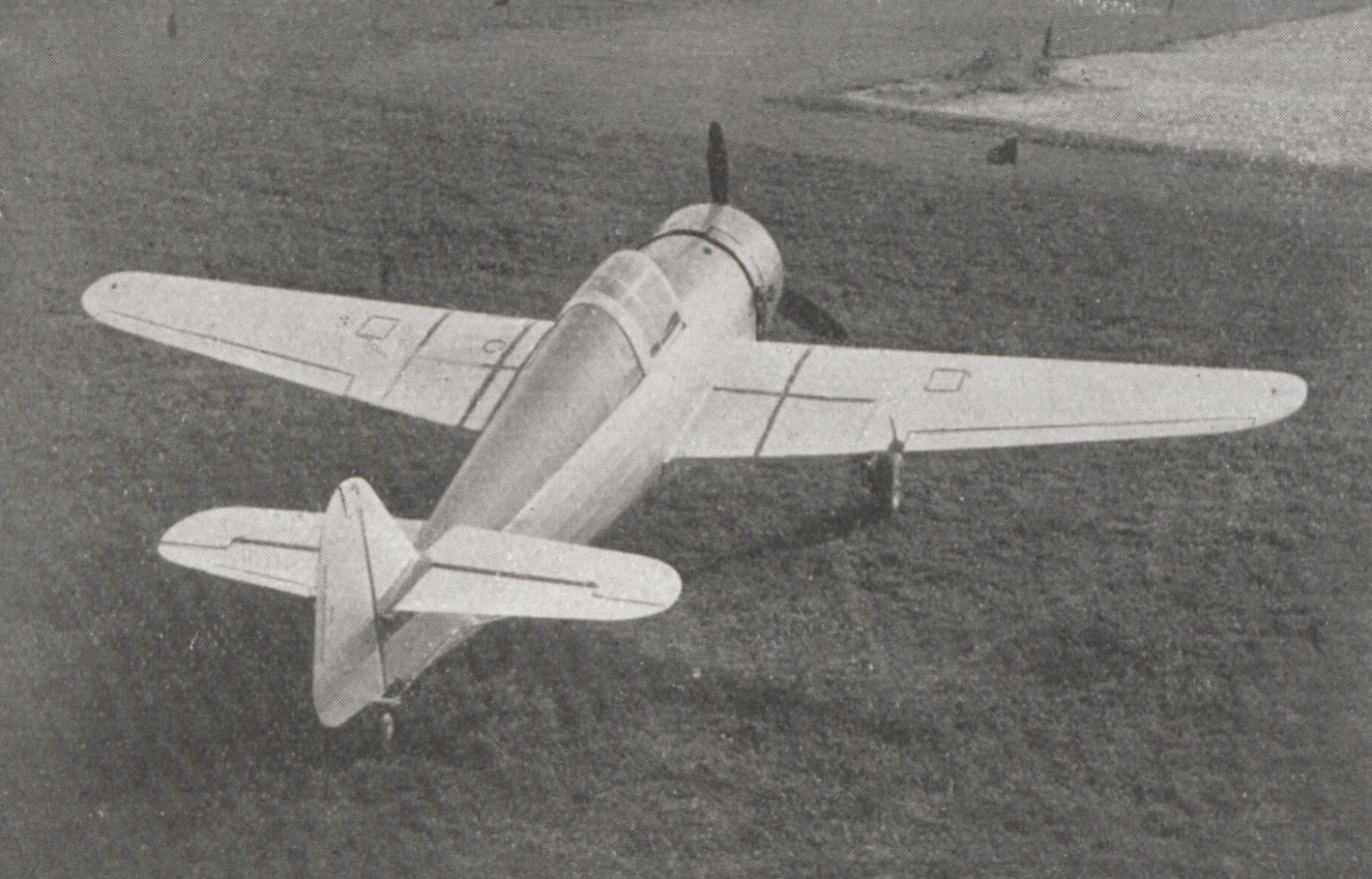
Le prototype en 1938.

### Origines
L'armée de l'air prit conscience de l'insuffisance de la production aéronautique française face au réarmement de l'Allemagne et sélectionna deux modèles de chasseurs étrangers, le Curtiss H-75 américain et un appareil néerlandais, le Koolhoven F.K.58.
Frederick Koolhoven fit développer ce modèle en quelques mois, sous la direction de Erich Schatzki (nl), créateur du Fokker D.XXI. L'avion était motorisé par un moteur en étoile Hispano-Suiza 14AA. Cette option offrait deux sources d’approvisionnement de moteurs en étoile français, avec le Gnome et Rhône 14N. Elle garantissait l'accroissement du nombre de chasseurs modernes équipés de ce type de moteur, parallèlement aux chasseurs dotés de moteurs à cylindres en V, comme le Morane-Saulnier MS.406.

### Essais et présentations
Le Koolhoven F. K. 58 fut reçu aux essais en vol à Villacoublay le 25 septembre 1938, puis effectua ses essais de tir à Cazaux en novembre. Une vitesse de 800 km/h en piqué est publiée à cette occasion.
Le prototype Koolhoven fut présenté en public au XVIe Salon d’Aviation de Paris (25 novembre au 11 décembre 1938). Il s'écrasa durant le retour aux Pays-Bas.

### Production
Frederick Koolhoven mit en avant une fabrication simple et économique du F.K. 58.
Les autorités françaises passèrent commande en janvier 1939 de cinquante exemplaires, destinés aux territoires du Levant et de l'Indochine.
Le gouvernement néerlandais commanda trente-six avions dans la première moitié de l'année 1939, équipés de moteurs Bristol Taurus leur procurant une vitesse de 540 km/h.
La Société anonyme belge de constructions aéronautiques (SABCA) acquit la licence de construction du modèle F.K. 58 et en produit la plus grande partie.

## Pays utilisateurs
France

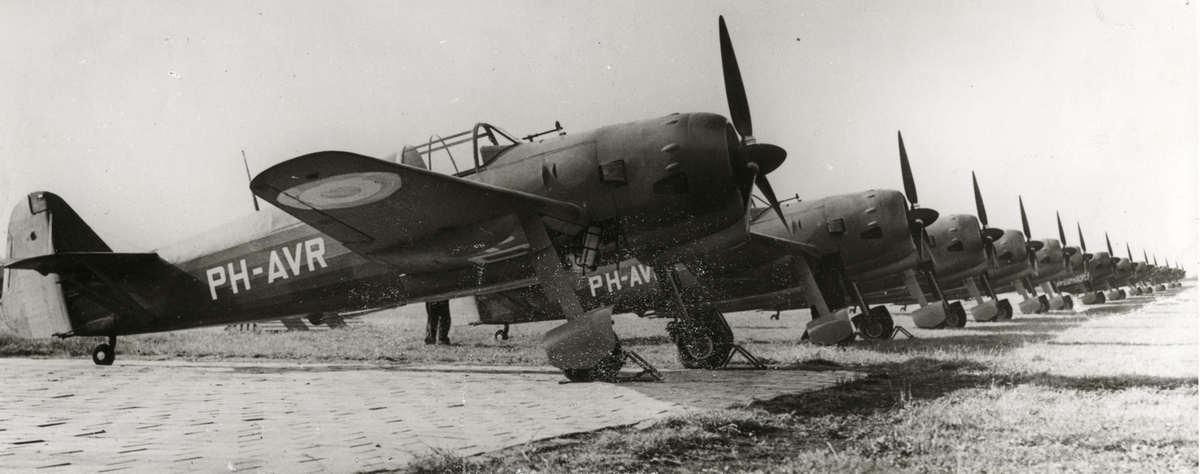
F.K.58 sur l'aérodrome de l'usine Koolhoven avant leur livraison en 1939

Le F.K. 58 était prévu en dotation comme chasseur colonial, dix-sept étaient opérationnels en juin 1940.
Affectés à la Défense aérienne du territoire (DAT) et aux mains de pilotes polonais, ils patrouillèrent vers Marseille puis Clermont-Ferrand, sans rencontrer l'ennemi, avant l'armistice. Les pilotes polonais avaient une aversion certaine pour cet appareil.
Plusieurs appareils furent abandonnés à Aulnat à l'armistice et un autre à Montpellier par la section du capitaine Jasionowski.
 Pays-Bas
L'Armée de l'air royale néerlandaise ne put mettre en service aucun des trente-six F.K. 58 commandés. Seul le prototype no 5902 prit l'air à temps, avant la destruction de l'usine Koolhoven par un bombardement allemand le 10 mai 1940. La destruction de tous les plans, prototypes et de l'infrastructure de production mit fin définitivement à l'activité aéronautique de la firme Koolhoven.
 Finlande
L'attaché militaire français à Helsinki reçut le 28 décembre 1939 un télégramme annonçant une aide militaire française à la Finlande. Elle comprenait, pour les avions, cinquante Morane-Saulnier MS.406, bientôt augmentés de 80 Caudron C. 714, 46 Koolhoven F.K.58 et 62 Potez 633. Les livraisons, incomplètes, portèrent sur 30 Morane-Saulnier et 6 Caudron, mais aucun avion Koolhoven ne fut livré. À la suite de l'invasion des Pays-Bas par l'Allemagne, les 36 exemplaires hollandais furent cédés à la Finlande en juin 1940.

## Description[16]
L'avion est construit en bois et en métal, avec un moteur en étoile, une voilure basse monoplan et cantilever, un cockpit fermé et un train d'atterrissage rétractable. L'accès est facilité pour l'entretien courant. 
- Plans alaires
  - La voilure et les gouvernes de profondeur présentent une structure en bois, avec un revêtement de contreplaqué bakélisé. Les ailerons sont entoilés et des volets d'intrados équipent les ailes.
- Fuselage
  - Le fuselage et la gouverne de direction sont constitués de tubes d'acier soudé. Le fuselage est couvert de tôles d'alliage léger à l'avant, sur le dessus et entoilé pour le reste.
- Train d'atterrissage
  - Le train d'atterrissage s'efface dans l'aile et le fuselage. Il est masqué par une tôle fixée à l'extérieur des jambes d'atterrissage à amortisseur et se rétracte hydrauliquement. La roulette de queue est amortie et fixée à l'extrémité arrière du fuselage.
- Motorisation
  - Trois moteurs ont équipé le Koolhoven F.K. 58, le Bristol Mercury VIII[17], l'Hispano-Suiza 14AA et le Gnome et Rhône 14N.

L'installation du Bristol Taurus a été projetée.
- Armement[19]
  - L'avion peut recevoir quatre mitrailleuses à raison de deux exemplaires par aile, disposés en léger décalage dans une gondole sous chaque aile.

La mitrailleuse FN Browning dérivée de la Browning 1919 est installée sur les avions français en calibre 7,5 × 54 mm 1929C (modèle 38) et néerlandais en calibre 7,92 × 57 mm (modèle 36). L'arme tire à une cadence nominale de 1 400 coups par minute.
Les quatre FN Browning peuvent délivrer 93 projectiles par seconde (4 x 1 400 : 5 600 coups/min), soit 1 148 kg avec la balle lourde modèle 1933 D de 7,5 mm (balle de 12,35 g pour armes automatiques) ou 1,19 kg avec la balle s.S. Patrone de 7,92 mm (balle bi-ogivale pointue lourde de 12,8 g).
Les bandes métalliques de munitions sont disposées dans deux boîtes articulées de 700 coups et deux autres de 800 coups. Cette disposition permet un réarmement rapide. Les boîtes sont insérées sur la partie supérieure de l'aile et contiennent un total de 3 000 coups, soit 32 secondes de tir.
- Équipements
  - L'avion dispose d'une installation radio. Le modèle français est un émetteur/récepteur sur ondes ultra-courtes, avec deux antennes pour émettre et recevoir simultanément. Un équipement est adapté pour le vol de nuit.

### Performances détaillées
La version française était initialement équipée d'un moteur Hispano-Suiza 14AA. Une vitesse maximale de 504 km/h fut annoncée en 1938.
Les données détaillées publiées en 1939 étaient les suivantes :
| Caractéristiques                | Données                                                     |
| ------------------------------- | ----------------------------------------------------------- |
| Moteur                          | Hispano Suiza 14 A10 de 930 ch au sol et 1 080 ch à 4 000 m |
| Envergure (m)                   | 11                                                          |
| Hauteur (m)                     | 2.80                                                        |
| Surface alaire (m2)             | 17.3                                                        |
| Poids à vide (kg)               | 1 875                                                       |
| Poids en charge (kg)            | 2 550                                                       |
| Vitesse maximale (km/h)         | 502                                                         |
| Vitesse de croisière (km/h)     | 410 à 5 000 m                                               |
| Autonomie (km)                  | 890                                                         |
| Plafond (m)                     | 10 200                                                      |
| Rapport poids/puissance (kg/ch) | 2.36                                                        |
| Armement                        | 4 × 7,5 mm                                                  |

Les performances étaient présentées comme telles :
| Altitude | temps de montée en min | taux moyen en m/s | vitesse en km/h |
| -------- | ---------------------- | ----------------- | --------------- |
| 0        | /                      | /                 | 395             |
| 2000     | 2 min 3 s              | 16,26             | /               |
| 3000     | 3 min 45 s             | 13,3              | /               |
| 4000     | 4 min 6 s              | 16,26             | /               |
| 5000     | 5 min 9 s              | 16,18             | 502             |
| 7000     | 8 min 8 s              | 14,34             | /               |
| 10000    | 23 min 9               | 7,1               | /               |

La fiabilité incertaine des Hispano Suiza à 14 cylindres provoqua leur abandon. L'installation sur la version F.K. 58A du moteur Gnome et Rhône 14N entraînait une baisse de la puissance motrice à 1 030 ch, une modification du capot moteur, une augmentation du poids total à 2 750 kg et des performances amoindries. La vitesse maximale passa à 475 km/h et le temps de montée à 15 min à 8 000 m (8,8 m/s).

#### Comparatif avec les chasseurs de l'Armée de l'Air et les avions des armées étrangères
Les avions présentés correspondent aux principaux types en service dans l'Armée de l'Air, ou chez ses alliés ou ses adversaires, durant la Campagne de France. 
- Armée de l'Air

| Type                   | Vitesse (km/h) | Plafond (m) | Armement                |
| ---------------------- | -------------- | ----------- | ----------------------- |
| Bloch MB. 151          | 483            | 10000       | 4 × 7,5 mm              |
| Morane-Saulnier MS.406 | 485            | 9850        | 20 mm et 2 × 7,5 mm     |
| Curtiss H-75 A1        | 486            | 9700        | 4 × 7,5 mm              |
| Caudron C.714          | 487            | 9100        | 4 × 7,5 mm              |
| Curtiss H-75 A3        | 500            | 10000       | 6 × 7,5 mm              |
| Bloch MB. 152          | 470 - 515      | 10000       | 2 × 20 mm et 2 x 7,5 mm |
| Dewoitine D.520        | 535            | 10250       | 20 mm et 4 × 7,5 mm     |

- Avions étrangers

| Type                   | Vitesse (km/h) | Plafond (m)                 | Armement                                |
| ---------------------- | -------------- | --------------------------- | --------------------------------------- |
| Gloster Gladiator II   | 414            | 9995                        | 4 × 7,7 mm                              |
| Heinkel 111 H          | 415            | 8500 (plafond opérationnel) | 3 × 7,92 mm                             |
| Dornier Do 17Z         | 423            | 8150 (plafond opérationnel) | 3 × 7,92 mm                             |
| Fiat CR.42 Falco       | 441            | 10100                       | 2 × 12,7 mm                             |
| Fiat G.50 Freccia      | 470            | 10750                       | 2 × 12,7 mm                             |
| Macchi M.C.200         | 503            | 8900 (plafond opérationnel) | 2 × 12,7 mm                             |
| Messerschmitt Bf 110C2 | 518            | 9500                        | 2 × 20 mm et 5 x 7,92 mm                |
| Hawker Hurricane I     | 510/527        | 10120                       | 8 × 7,7 mm                              |
| Messerschmitt Bf 109E  | 530/571        | 10300                       | 4 × 7,92 mm ou 2 x 20 mm et 2 x 7,92 mm |

Le Koolhoven F.K. 58A atteignait une vitesse en palier inférieure à celle de tous les types de chasseurs de l'Armée de l'Air. Le temps de montée de l'avion à 8 000 m est supérieur au Curtiss H-75 A1 (14 minutes 57 secondes ou 8,91 m/s) et inférieur au Morane Saulnier MS. 406 (7 000 m en 18 minutes ou 6,48 m/s).
De tous les chasseurs de l'Armée de l'Air en mai 1940, seul le Dewoitine D.520 présentait un plafond supérieur à celui de F.K. 58A.
L'armement équivalait à celui des Bloch MB. 151, Caudron C.714 et Curtiss H-75 A1.
Le F.K. 58A était doté d'une vitesse inférieure à celle de ses adversaires directs en mai et juin 1940, le Messerschmitt Bf 109E et le Messerschmitt Bf 110C2. Le premier est mesuré à 571 km/h de vitesse maximale avec les volets fermés et 530 km/h avec les volets ouverts, le second à 514 km/h. Ce chasseur pouvait toutefois parfaitement atteindre les bombardiers Dornier Do 17 ou Heinkel 111, que ce soit en termes de vitesse ou d'altitude.
Le seul avion italien doté de performances supérieures en vitesse est le Macchi M.C.200.